# Lázaro Freidenberg
El Dr. Lázaro Freidenberg nació en Las Moscas, departamento Uruguay, provincia de Entre Ríos, Argentina en 1908. Fue abogado y contador, contrajo matrimonio con Sara Furrer y tuvo cuatro hijas, Judith, Elizabeth Mireya, Teresita y Any, -quien abrió la inmobiliaria Los Fundadores en Santa Teresita-; apasionado por las construcciones civiles -con el entusiasmo de dejar un gran recuerdo que perdure en el tiempo- esta pasión fue la que lo llevó a fundar el 3 de marzo de 1946 la localidad balnearia Santa Teresita en el Partido de La Costa, provincia de Buenos Aires. Lázaro falleció el 15 de febrero de 1998 a la edad de 90 años.

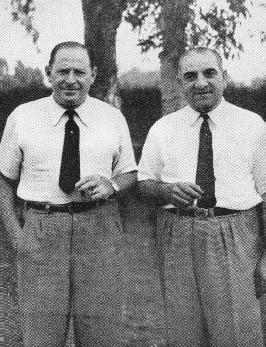
A la izquierda el Dr. Lázaro en compañía de su socio Juan José Cacace en 1946, año de la fundación de Santa Teresita

## Biografía
Era de origen judío. Hijo de Abraham Freidenberg y Ana Livosky, tuvo seis hermanas y dos hermanos.
Inició sus estudios primarios en una escuela situada a 10 km de la colonia donde vivía, debía ir a caballo y llevaba a ancas a su hermano Adolfo. 
De pequeño ayudaba en trabajos generales del campo, como la siembra y el arreo, para dedicarse después a los deberes escolares. En aquella escuela sólo cursaban hasta 4º grado, de modo que sus padres decididos a que prosiguiera sus estudios lo pusieron en manos del contador Jacobo Sheps, de la colonia de Sagastume, para que completara su instrucción. Con esas enseñanzas aprobó el ingreso en la Escuela Nacional de Comercio de Concordia. Terminados sus estudios secundarios, hizo la conscripción como aspirante a oficial de reserva en la unidad de Artillería Montada de Diamante, sólo tres meses. Se inscribió en el curso de contadores que se abrió en Concordia con programas similares a los de la Facultad de Ciencias Económicas de la Universidad de Buenos Aires. Para ese entonces ya había hecho algunos trabajos de contaduría, incluso en la mueblería de Roberto Furrer, donde conoció a Sara (su hija) con quien se casó.
Ya con el título de contador público nacional se trasladó a Buenos Aires para trabajar y seguir estudiando la carrera de abogacía que comenzó en la Facultad de Derecho de Santa Fe y terminó en la Universidad Nacional de La Plata.
Tuvo su estudio en la calle Corrientes al 1400, y luego en Tucumán 1441; vivió en varios lugares Buenos Aires, Entre Ríos, La Plata, y el Partido de La Costa, donde fundó la ciudad de Santa Teresita.
Gracias a esos estudios se abrió caminos y dejó atrás la pobreza. De niño no conocía juguetes, no tenía zapatos. Con el correr de los años hizo fortunas, tuvo zapatos, pero dijo una vez con melancolía "qué hermoso aquel tiempo en que era tan desgraciado"

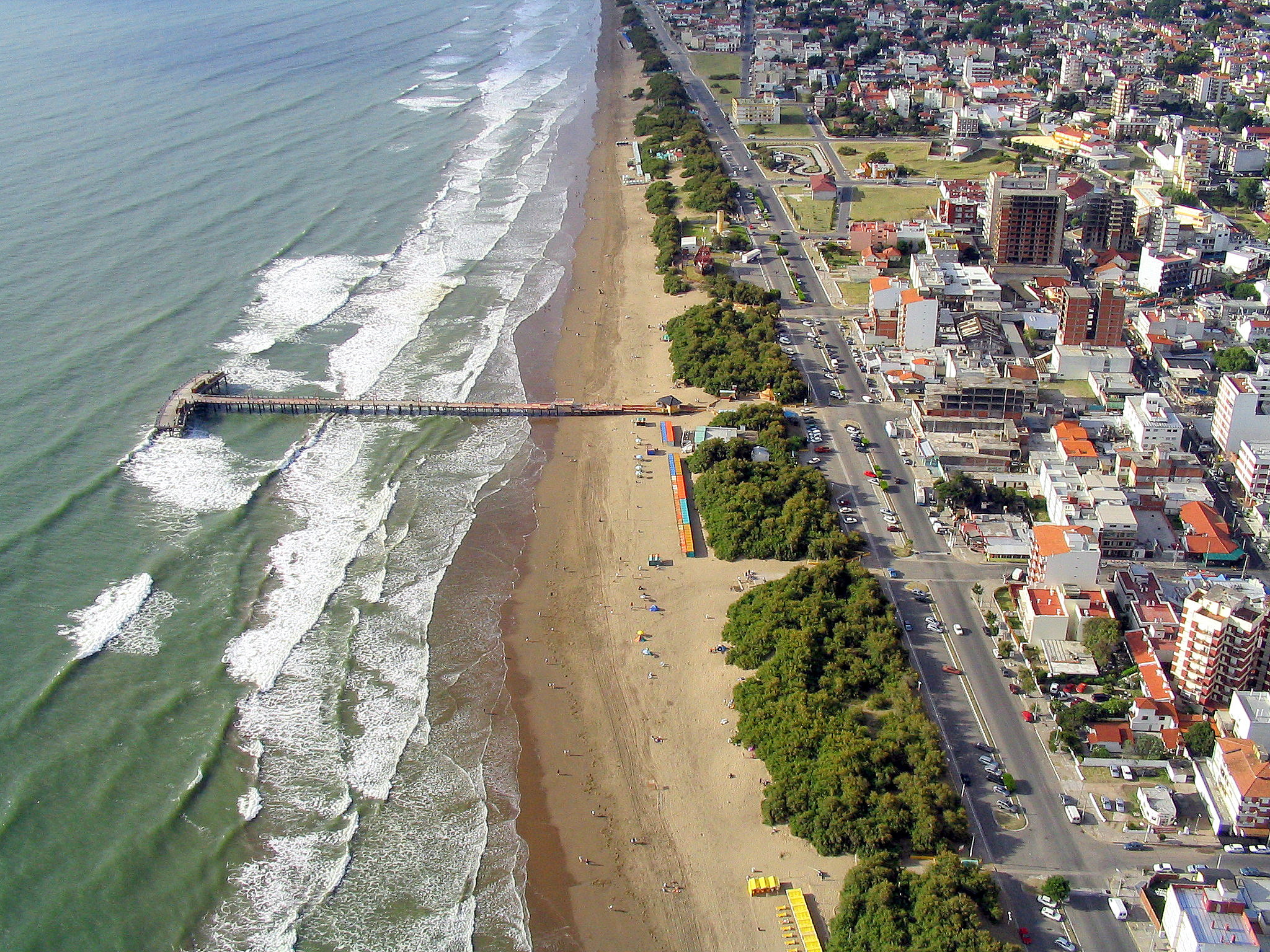
Vista aérea de la ciudad que fundó

## Fundación de Santa Teresita
Lázaro  junto a su familia visitó San Clemente en una oportunidad y todos quedaron fascinados por la belleza de la zona, pese a los caminos pobres y el acceso dificultoso. Lázaro empieza entonces a planear comprar un lote para edificar y poder tener su casa de veraneo; empresa que terminaría por fundar una ciudad balnearia entera con miles de habitantes, pero no fue fácil. "Mi estudio jurídico trabajaba muy bien pero el rendimiento material no me satisfacía por sí solo, y mi espíritu buscaba otros horizontes. Había estudiado para saber, pero no para marchitarme explotando el saber entre las paredes de una oficina" Hallándose sólo en San Clemente en una oportunidad, una mañana se encontró con Don Román Puebla en el almacén "El Crucero" de Gibson y Tomaguelli. El criollo lo invitó a comer un asado esa misma noche, donde le cuenta de la existencia de unas playas desiertas donde sólo hay médanos y mar, por la zona del Jagüel del Medio denominadas "Santa Teresa" por la proveeduría que existía entre los campos de Federico Leloir y la familia Duhau.
Pactaron ir al otro día, a caballo, y dormir un ensillado. Una vez en esas playas durmieron el ensillado en el puesto de los Duhau donde se levantaría posteriormente el campamento de la obra en la calle 32 entre 7 y 8 aproximadamente. Creyó que ese lugar era ideal para desarrollar su sueño, su proyecto. Hizo todas las averiguaciones necesarias, contactó gente con los mismos intereses como Cacace y Eliçabe y usando sus habilidades de contador y abogado emprendió la empresa. La ciudad se llamaría Santa Teresita

## Legado
El paso de Lázaro por este mundo dejó una impronta notoriamente visible: una gran familia -que actualmente reside en la ciudad que fundó-, un punto turístico serio y sólido, una zona residencial con conciencia por la naturaleza y la estética. Pero más allá de los logros observables en construcciones como el muelle, el trazado de la ciudad, Santa Teresita Sobre el Monte, o la ciudad misma que es el hogar de miles de personas, prevalece por sobre todo el espíritu de pionero y aventurero que guio su conducta todos esos años, luchando por salir de la pobreza, estudiando, y logrando ver sus sueños concretados. El tiempo, la acción de tantos años entre barriales y médanos curtieron sus manos y rostro pero templaron su espíritu. La brusquedad es solamente aparente, al fin y al cabo la ternura anidaba en él, la vocación por el bienestar común guiaba su conducta.

### Leyenda para un epitafio
«Después de 30 años, la aventura no ha terminado. Me quedan muchas cosas por hacer, muchos desvelos, hasta ver realizados nuevos esquemas, nuevas instituciones en la ciudad, por cuyo embellecimiento trabajo ardorosamente. Espero poder escribir otro opúsculo para poner al día la crónica, documentar obras y enaltecer a quienes todavía vienen a darme una mano y apoyar mis propuestas e ideales.»
«Quisiera que llegado el día del descanso grabaran para mi epitafio la insigne oración de Próspero en La Tempestad de Shakespeare:  "Estamos hechos de la materia con que se tejen los sueños" ».